# Alberto Vaquina
Alberto Vaquina (Nampula, 4 de juliol de 1961) és un metge i polític de Moçambic que va ocupar el càrrec de Primer Ministre de Moçambic des del 8 d'octubre de 2012 fins al 17 de gener de 2015. Estudià medicina a la Universitat de Porto.
Va començar en política com a director provincial de Salut a Cabo Delgado (1998-2000) i Nampula (2001-2005). Aquest any va donar el salt al càrrec de governador de Sofala, romanent en ell fins a 2010 quan va ser designat governador de Tete. En 2012 en una reestructuració del govern, el president Armando Guebuza va destituir al primer ministre Aires Ali. Vaquina va ser escollit per Guebuza per substituir Ali, en un moviment qualificat com a "sorprenent" per l'analista moçambiquès José Hanlon. L'analista ho destacava com un dels possibles successors de Guebuza després d'un ascens tan ràpid.